# 신소도국
신소도국(臣蘇塗國)은 고대 한반도에 존재했던 국가로 마한의 54국 중의 하나이다. 소태현에 위치했을 것으로 추정되며, 마한의 나라들 중 하나로서 독자적인 성장을 이루다가 3세기 중엽에 백제에 복속되었다.